# Viczay Mihály (kamarás)
Gróf lózsi és hédervári Viczay Mihály (Hédervár, 1756. július 25. – 1831. március 18.) császári és királyi kamarás, birtokos, amatőr archeológus és numizmata, európai hírű gyűjtő.

## Élete
Viczay Mihály és Draskovich Terézia legidősebb fiúgyermekeként született. Eleinte jogi tanulmányokat folytatott, és egy darabig állami ügyekkel is foglalkozott. Nagyon érdeklődött az archeológia iránt, így visszavonult Hédervárra, ahol már addig is régiség- és éremgyűjteményt halmozott fel. 1826-ban már 11 432 görög, 13 411 római pénz és érem volt a gyűjteményben, melyből 1243 aranyérem.
Így lett a hédervári múzeum az ország legszebb magángyűjteménye, ahol szép számmal külföldi tudósok is megfordultak. Többek között Sestini olasz és Robert Townson angol szakíró is megemlékezik e gyűjteményről.
Győrzámolyt 1779-ben földrengés rázta meg, aminek hatására a templom erőteljesen megrongálódott. Viczay Mihály gróf szinte alapjától újjáépítette.
Viczay gróf pártfogója volt a jezsuita Pray Györgynek történetírónak, akit később Mária Terézia Magyarország királyi történetírójává nevezett ki.
Széchenyi István két levelet is írt Viczaynak németül lótenyésztési terveiről, mivel Viczay is ménestulajdonos volt.

## Családja
1776. július 28-án Kismartonban vette nőül Grassalkovich Anna Antónia (1760-1815) grófnőt, gróf Grassalkovits I. Antal leányát, aki három gyermeket szült neki:
- Mihály (1777. június 22. – ?) felesége Zichy Margit
- Ferenc (1780. július 24. – 1836. május 13.) felesége zicsi és vázsonykői Zichy Amália grófnő
- Karolina (Hédervár, 1789. október 10. – Nustar, 1839. február 13.) férje Belasi Khuen II. Anton gróf

## Munkája
- Musei Hedervarii in Hungaria numos antiquos graecos et latinos descripsit, anecdotos vel parum cognitos etiam cupreis tabulis incidi curavit. Vindobonae, 1814